# Sonia Blanco
Sonia Blanco Bernal (Madrid, 24 de abril de 1973) es una exjugadora española de baloncesto profesional. El equipo donde más huella dejó fue el Estudiantes, donde jugó durante 7 temporadas. Representó a España en los Juegos Olímpicos de Atenas 2004.

## Palmarés con España
- Juegos Mediterráneos de 2005 ( Almería)
- Diploma olímpico (6º) en los Juegos Olímpicos de Atenas 2004.